# Sykkylvsfjorden
Sykkylvsfjorden er en fjord i Sykkylven kommune i Møre og Romsdal fylke i Norge. Den er en arm af Storfjorden og er omkring ni kilometer lang. Den har indløb mellem Ørsneset og Blægjeneset, og går mod syd til Straumgjerde.
Fjorden er lavvandet og den største dybde på 247 meter ligger helt yderst ved indløbet. Fjorden er for det meste under 1 kilometer bred og på det smalleste kun 200 meter.
Bygdaen Sykkylven ligger på østsiden af fjorden lige inden for indløbet. På på den anden side af  fjorden ligger Ikornnes. Fylkesvej 71  krydser fjorden via den 860 meter lange Sykkylvsbroen. Riksvei 60 går langs hele østsiden af fjorden.